# Выборы в Екатеринбургское городское собрание представителей
Выборы в Екатеринбургское городское собрание представителей прошли 10 апреля 1994 года, и стали первыми свободными многопартийными выборами в муниципальные органы самоуправления города Екатеринбург с времён Февральской революции. 

## Предшествующие события
После октябрьских событий 1993 года, президент РФ Б. Н. Ельцин начал процесс по полной ликвидации систем советского управления, в том числе МСУ, дабы раз и навсегда покончить с двоевластием и создать полноценные республиканские органы власти. Таким образом, в результате Указа Президента РФ от 09.10.1993 № 1617, который реформировал органы МСУ, и Екатеринбургский городской Совет Народных Депутатов был распущен, а на его месте — сформировано Екатеринбургское городское собрание представителей. 
В связи с этим, 25 января 1994 года, главой администрации Свердловской области были приняты временные местные положения  «О местном самоуправлении в Свердловской области» и «О выборах органов местного самоуправления в Свердловской области», которые временно устанавливали порядок выборов до созыва областного парламента или городской думы, которая бы приняла новый устав и законы о выборах.

## Ход выборов
Первые выборы в обновлённый орган власти прошли 10 апреля 1994 года, где был установлен минимальный порог явки в 25%. В связи с этим, выборы в части округов были признаны недействительными из-за крайне низкой явки, и было избрано 2/3 депутатов от изначального запланированного числа. В одном округе был только один кандидат, в двух число голосов, поданных «против всех» превосходило число голосов, поданных за кандидата, набравшего максимальное число голосов, в четырех явка избирателей была ниже 25%. 

## Результаты выборов
| Итоги выборов в Екатеринбургское городское собрание представителей Екатеринбургская городская дума I-го созыва |                                       |                                       |       |       |       |
| Партия | Партия                                | Кандидатов                            | Места | Места | Места |
| Партия | Партия                                | Кандидатов                            | До    | После | +/–   |
| | Независимые                           | ???                                   | 65    | 19    | ▼-46  |
| | Выбор России                          | ???                                   | 0     | 1     | новая |
| | Уральский центр                       | ???                                   | 0     | 1     | новая |
| Вакантно | Вакантно                              | -                                     | 5     | 7     | ▲+2   |
| |                                       |                                       |       |       |       |
| Действительных голосов                                                                                         | Действительных голосов                | Действительных голосов                | -     | -     | -     |
| Недействительных голосов                                                                                       |                                       |                                       | -     | -     | -     |
| Всего | Всего                                 | Всего                                 | 200   | 21    | ▼-179 |
| Зарегистрированных избирателей / Явка                                                                          | Зарегистрированных избирателей / Явка | Зарегистрированных избирателей / Явка | -     | -     | ??    |